# アイアン・メイズ/ピッツバーグの幻想
『アイアン・メイズ/ピッツバーグの幻想』（原題：Iron Maze）は、1991年制作のアメリカ合衆国・日本の合作映画。
芥川龍之介の小説「藪の中」を現代のアメリカ・ピッツバーグを舞台に設定し、日米貿易摩擦を絡めたストーリーにアレンジして映画化。エドワード・R・プレスマン、オリバー・ストーン製作総指揮。村上弘明が出演している。

## あらすじ
“鉄の街”として隆盛を極めたピッツバーグも、現在はすっかり寂れていた。その郊外の廃墟となった“鉄の迷路”(Iron Maze) のような製鉄所跡にアミューズメントパークを建てる計画を立てていた日本人の青年実業家スギタが、建設予定地の製鉄所跡で何者かに襲われ、瀕死の重傷を負った。
まもなく、地元の若い労働者バリーが警察に自首してきたが、彼は正当防衛を主張する。一方、スギタのアメリカ人妻・クリスは事件直後から行方が分からなくなっていたが、ルール署長にバリーとの関係を告白する電話をかけてくる。しかし、彼女はスギタがまだ生きていると聞くと前言を撤回し、事件は思わぬ方向へ…。

## キャスト
- バリー：ジェフ・フェイヒー
- クリス：ブリジット・フォンダ
- スギタ：村上弘明
- ジャック・ルール署長：J・T・ウォルシュ
- マイキー：ガブリエル・デーモン
- ペルーソ：ジョン・ランドルフ
- エディ：ピーター・アラス